# Giuliano Dami

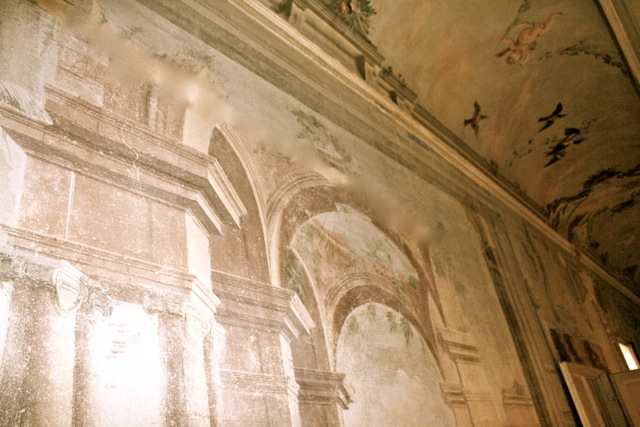
Galería del Palazzo Dami de Florencia, del.

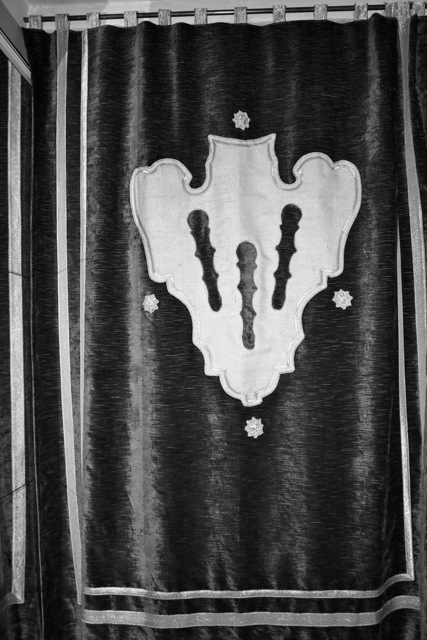
Escudo con las armas de Giuliano Dami.

Giuliano Dami (Mercatale in Val di Pesa, 14 de septiembre de 1683 – Mercatale in Val di Pesa, San Casciano in Val di Pesa, 5 de abril de 1750) fue valido, ayuda de cámara y favorito del Gran Duque de Toscana, Juan Gastón de Médici.

## Biografía
Giuliano era hijo de Vincenzo Dami y de Catarina di Cristofano Ambrogi, ambos de clase baja. El hijo poseía una excepcional belleza física; inicialmente comenzó a trabajar al servicio del marqués Ferdinando Capponi, como palafrenero. Durante una visita de Capponi a la corte de los Médici, Dami impactó con su belleza al joven príncipe Juan Gastón, que inmediatamente le pidió a Capponi que le «diera» al sirviente. Dami se convirtió desde ese momento en su amante y compañero de aventuras, y lo siguió incluso tras el matrimonio del Médici con una princesa alemana, Ana María Francisca de Sajonia-Lauenburg (1697), primero a un pequeño pueblo en Bohemia, la capital del estado de la mujer del príncipe, y más tarde a Praga.
En 1708 Juan Gastón abandonó a su mujer y se volvió a Florencia, siempre acompañado de Giuliano —que para entonces era su eminencia gris— y en 1723 sucedió a su padre, Cosme III, como último descendiente de la casa de Médici.
Durante sus trece años de gobierno, a pesar de que fue capaz de tomar decisiones sabias y sensatas, Juan Gastón pasó casi todo su tiempo encerrado en sus estancias del Palacio Pitti, la mayoría en la cama, participando en festejos lujuriosos. El «regidor» de estas orgías era el fiel Giuliano, que se encargaba personalmente de organizarlas, reclutando muchachos y muchachas, generalmente de muy modestas condiciones sociales. Estos últimos, puestos al servicio del Gran Duque, fueron llamados «ruspanti», porque eran pagados con monedas llamadas ruspi. Se calcula que en 1731 eran unos 370 y constituían un problema de orden público, porque su mal comportamiento estaba condicionado por la seguridad que les daba la protección del soberano y de su favorito.
Mientras organizaba las fiestas, Giuliano Dami buscaba el tiempo para dedicarse a su propio enriquecimiento personal, recibiendo sobornos a cambio de recomendaciones al Gran Duque o cobrando por la admisión a las orgías de la corte. También solía negociar con mercaderes y anticuarios, a los que vendía objetos de valor del Palacio Pitti, que estos a su vez volvían a revender al Gran Duque.
El poder de Giuliano Dami comenzó a desvanecerse cuando las condiciones de salud del Gran Duque empeoraron y éste comenzó a prepararse a morir como buen cristiano, acercándose a su hermana Ana María Luisa, implacable enemiga del antiguo palafrenero.
A la muerte del Gran Duque, el 9 de julio de 1737, Giuliano Dami, temiendo la venganza de Ana María Luisa y de los representantes de la nueva casa ducal de los Habsburgo-Lorena, abandonó Florencia y los nuevos amos perdieron su rastro cuando Dami volvió a su país natal, en el que pasó los últimos años de su vida, hasta su muerte.
A pesar de sus orígenes humildes, hay que reconocer que Dami supo desarrollar su inclinación hacia la belleza y a su impulso se deben obras de gran valor artístico todavía hoy conservadas, como son espléndida galería del Palacio Dami y de la Villa de Broncigliano en Scandicci, con frescos de la mano de Niccolò Pintucci, con el que le unía una sincera amistad.
En un pensamiento reciente, el mismo historiador Alberto Bruschi, que ha producido la más exhaustiva biografía de Giuliano Dami hasta la fecha, ha escrito que, en el fondo, el ‹favorito› dio a Juan Gastón lo que Juan Gastón le pedía, en lo bueno y en lo malo.

### Monografías
- Alberto Bruschi, Giuliano Dami. Aiutante di Camera del granduca Gian Gastone de' Medici, Opus libri, Firenze, 1997.

### Obras generalistas
- Harold Acton, Gli ultimi Medici (The last of the Medici), Orioli, Firenze 1930. ISBN 8806598708
- Alberto Bruschi, Gian Gastone. Un trono di solitudine nella caligine di un crepuscolo, SP, Firenze 1995.
- Alberto Bruschi, Paolino Dolci. Nobile ruspante fiorentino, Falciani, Firenze 2000.
- Alberto Bruschi e Anita Valentini (a cura di), Delle orazioni in morte di S.A.R. Gian Gastone de' Medici VII Granduca di Toscana e delle lodi in vita di Giuliano Dami e compagni. Un manoscritto inedito della metà del XVIII secolo, Falciani, s.l. ma Firenze 1997.
- Giuseppe Conti, Firenze, dai Medici ai Lorena, Bemporad, Firenze 1909.
- Luigi Gualtieri, Storia della nobile e reale famiglia de' Medici. Edito come: Luca Ombrosi (sic), Vita dei Medici sodomiti, Canesi, Milano 1965.
- Luca Ombrosi (sic), Vita di Gio. Gastone 1., settimo ed ultimo granduca della R. Casa de' Medici: con la lista dei Provvisionati di Camera, dal volgo detti i Ruspanti, "Il giornale di erudizione", Firenze 1886. Ristampa anastatica: Forni, Bologna 1967. (contiene parte del manuscrito de Gualtieri no editada en la reedición de 1965, en particular modo la historia de los «ruspanti»).

- Datos: Q639766
- Multimedia: Giuliano Dami / Q639766